# Bănia

Lage der Gemeinde Bănia im Kreis Caraș-Severin

Bănia (deutsch Bania, ungarisch Bánya) ist eine Gemeinde im Kreis Caraș-Severin in der Region Banat in Rumänien. Zur Gemeinde Bănia gehört auch das Dorf Gârbovăț.

## Geografische Lage
Bănia liegt im Süden des Kreises Caraș-Severin und der Almăj-Senke, an der Kreisstraße DJ 571 und der Nationalstraße DN57B, in 165 km Entfernung von Reșița und 135 km von Caransebeș.

## Nachbarorte
| Bozovici       | Prilipeț                                    | Prigor        |
| Lăpușnicu Mare | Kompassrose, die auf Nachbargemeinden zeigt | Eftimie Murgu |
| Gârbovăț       | Almăj-Gebirge                               | Almăj-Gebirge |

## Geschichte
Archäologische Ausgrabungen aus dem Jahr 1878 legten auf dem Gemeindeareal eine prähistorische Siedlung der Coțofeni-Kultur frei. 
Ebenso wurden Artefakte aus der Römerzeit gefunden: eine dakische Münze, 250 römische Münzen aus dem 6. Jahrhundert v. Chr., eine Münze von Konstantin dem Großen.
Auf der Josephinischen Landaufnahme von 1717 ist der Ort Bania eingetragen. Nach dem Österreichisch-Ungarischen Ausgleich (1867) wurde das Banat dem Königreich Ungarn innerhalb der Doppelmonarchie Österreich-Ungarn angegliedert. Bánya gehörte zum Komitat Krassó-Szörény. 
Im ersten Jahrzehnt des 20. Jahrhunderts fand das Gesetz zur Magyarisierung der Ortsnamen (Ga. 4/1898) Anwendung, einschließlich der Magyarisierung aller Toponyme auf Kartenwerken, Grundbuchauszügen und Stadtplänen. Die amtliche Ortsbezeichnung war Bánya.
Die ungarischen Ortsbezeichnungen blieben bis zur Verwaltungsreform von 1923 im Königreich Rumänien gültig, als die rumänischen Ortsbezeichnungen eingeführt wurden.
Der Vertrag von Trianon am 4. Juni 1920 hatte die Dreiteilung des Banats zur Folge, wodurch Bănia an das Königreich Rumänien fiel.
In der Zwischenkriegszeit war die Ortschaft Teil des Kreises Caraș. Heute gehört sie zum Kreis Caraș-Severin.

## Demografie
| 1880 | 3960 | 3954 | -  | 4 | 2            |
| 1910 | 4259 | 4206 | 14 | 4 | 35           |
| 1930 | 3514 | 3385 | -  | 2 | 127          |
| 1977 | 2489 | 2460 | -  | - | 29           |
| 2002 | 2014 | 1959 | 1  | 1 | 53           |
| 2021 | 1480 | 1399 | -  | - | 81 (23 Roma) |

## Persönlichkeiten
- Păun Otiman (* 1942), in Gârbovăț geboren, ist ein Agrar- und Wirtschaftswissenschaftler